# Spermophora sumbawa
Spermophora sumbawa is een spinnensoort uit de familie trilspinnen (Pholcidae). De soort komt voor op Soembawa op de kleine Soenda-eilanden. 